# Instituto Nacional de las Mujeres (Uruguay)
El Instituto Nacional de las Mujeres es un instituto estatal dedicado a las políticas de género hacia las mujeres en Uruguay. 

## Antecedentes
El Instituto de la Mujer fue creado en 1987 por decreto presidencial y funcionó hasta 1992 en la órbita del Ministerio de Educación y Cultura. Entre las activistas feministas uruguayas hubo diferentes opiniones en el momento de la creación del mismo, para algunas fue una acción declarativa que no implicó ningún cambio, aunque para otras fue un inicio promisorio de incorporar las cuestiones de género en la agenda política pública. Dos de ellas fueron invitadas a participar del espacio: Nea Filgueira, del Grupo de Estudios sobre la Condición de la Mujer en Uruguay y Carmen Tornaría, de Plenario de Mujeres del Uruguay (PLEMUU).
En 1992 el entonces Instituto de la Mujer es sustituido por el Instituto Nacional de la Familia y la Mujer, el cual funcionó hasta el año 2005.

## Creación
El 21 de marzo de 2005  mediante la aprobación Ley Nº 17.866, es creado el Instituto Nacional de las Mujeres, en la órbita del Ministerio de Desarrollo Social.

## Cometidos
Sus cometidos principales son velar, garantizar y reconocer la igualdad de derechos, promoviendo una cultura de respeto, promoviendo y ejerciendo los derechos humanos. Además de erradicar las prácticas hegemónicas machistas, profundizando una calidad democrática de respeto y diálogo.
Promoviendo también la participación ciudadana y el diálogo entre el Estado y la Sociedad Civil.

### Divisiones
Dicho organismo está compuesto por divisiones especiales enfocadas en la promoción de los derechos de las mujeres.
- División de Violencia basada en Género

- División de Políticas Transversales y Empoderamiento

- División de Planificación